# Lisa Edelstein
Lisa Edelstein (Boston, 21 de maio de 1966) é uma atriz norte-americana, mais conhecida por seus papéis como Doutora Lisa Cuddy na série médica House, M.D. e Abby McCarthy na série Girlfriends' Guide to Divorce.

## Biografia
Lisa cresceu em Wayne, Nova Jersey, e estudou na Universidade de Nova York. Começou sua carreira quando estudava teatro na Tisch School of the Arts, na universidade, e fez participações especiais em seriados como Seinfeld, ER, Just Shoot Me, Frasier, Without a Trace, Elementary and Sports Night, antes de ficar conhecida por fazer aparições frequentes em The West Wing (como Sam), Ally McBeal e Felicity. Também interpretou Laura no filme Black River. Depois de atuar em diversas produções off-Broadway, participou como escritora, atriz e compositora, do musical Positive Me. Sua primeira experiência na televisão foi como apresentadora do seriado Awake on the Wild Side.
Em 1996, Edelstein tornou-se parte do elenco da série Superman: The Animated Series, de 1996, interpretando a voz da guarda costas de Lex Luthor, Mercy Graves. Repetiu a interpretação da personagem em vários projetos, mais recentemente em um episódio de Justice League e Justice League Unlimited.
Em 1997, ela fez uma breve participação no filme As Good as it Gets (br: Melhor é Impossível).
Em 2000, fez uma pequena participação em What Women Want (Do que as mulheres gostam) com Mel Gibson.
De 2004 a 2011, Edelstein trabalhou no drama médico da Universal, House, como a dra. Lisa Cuddy, chefe de administração do Princeton-Plainsboro Teaching Hospital e o grande amor da vida de House (interpretado pelo ator Hugh Laurie). Ganhou o Satellite Award em 2005 e o People's Choice Awards em 2011 pelo seu papel em House. Em maio de 2011, Edelstein anunciou que não retornaria para a oitava - e última - temporada de House.
Em junho de 2011, Edelstein participou de três episódios da terceira temporada de The Good Wife no papel de Celeste Serrano. Ela também participou da série "Scandal" em 2013, e logo após em três episódios da série "Castle". Neste mesmo ano, dubla a personagem Kya na animação A Lenda de Korra.
Atualmente trabalha como protagonista da série "Girlfriends' Guide to Divorce", como a personagem Abby McCarthy.
É normalmente confundida, pela semelhança, com a também atriz norte americana Melina Kanakaredes - A Stella Bonasera de CSI: NY.